# Entrelacement (vidéo)
Pour les articles homonymes, voir Entrelacement.

Animation schématisée du principe de balayage entrelacé.

Le balayage entrelacé  ou entrelacement vidéo, en anglais « Interlaced video » est une technique d'affichage d'image de télévision, d'informatique ou d'appareils vidéo. Elle consiste à transmettre alternativement et successivement deux demi-images ou « trames », l'une comprenant les lignes numérotées impaires, l'autre celles numérotées paires.

L'impulsion de synchronisation trame ou demi-image vidéo, norme à 625 lignes.

Au début du développement commercial de la télévision, l'entrelacement vidéo est conçu pour réduire l'effet de papillotement sur les écrans à tube cathodique, sans augmenter le nombre d'images à afficher par seconde et par conséquent devoir doubler la bande passante nécessaire lors de la transmission.
Les premières normes de télévision — entre 1930 et 1985, 441 lignes, 455 lignes, 405 lignes ou 819 lignes, puis les plus courantes dans le monde — 525 lignes et 625 lignes — exploitent le balayage entrelacé. Au milieu des années 1990, plusieurs normes et formats de télévision ou vidéo numérique sont définis et exploitent l'entrelacement, y compris jusqu'aux années 2020 comme notamment, le format à Haute Définition 1080i ou « 2k » entrelacé.
Pour assurer le confort visuel, par exemple pour la norme de télévision analogique à 625 lignes, l'écran est éclairé 50 fois par seconde ; toutefois, le signal ne produit que 50 trames ou « demi-images » par seconde, chaque trame étant constituée dans ce format, par 312 lignes de rang pair ou impair. Le balayage progressif, au contraire, transmet toutes les lignes paires et impaires, 50 fois par seconde et la fréquence du balayage vidéo horizontal doit être doublée, de 15,625 à 31,250 kHz ; tout comme la bande passante du signal vidéo qui doit passer de 6,5 à 13 MHz, ce qui oblige à utiliser des fréquences porteuses deux fois plus élevées, avec de coûteux et complexes problèmes industriels à résoudre.

Animation schématisée du principe de balayage progressif.

Toute première méthode d'affichage électronique de l'histoire de la télévision, le balayage progressif est abandonné à partir de l'apparition du balayage entrelacé à la fin des années 1930. Dès les années 1970, il fait toutefois son retour dans le secteur informatique ainsi qu'en affichage vidéo et en télévision, à partir de la fin des années 1980. Dès lors, le balayage progressif vient en complément ou se substitue au balayage entrelacé. Les normes adoptées pour la  télédiffusion maintiennent provisoirement le balayage entrelacé pour assurer la compatibilité avec le parc de téléviseurs et écrans cathodiques existant.
L'intitulé du format vidéo précise soit le balayage progressif par le suffixe « p », soit le balayage entrelacé par le suffixe « i », accolé après la résolution ou définition vidéo. Comme par exemple, 576p ou 1080i.

## Contexte historique

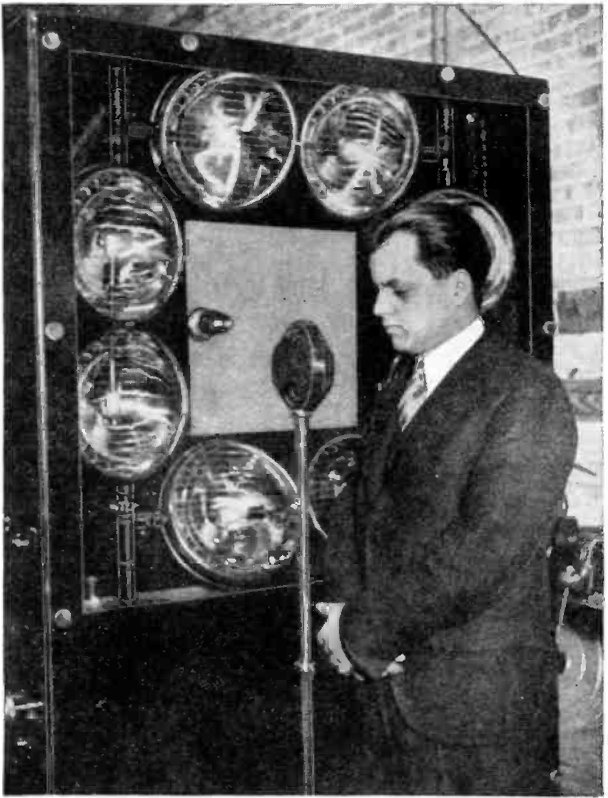
En août 1931, Ulysse Armand Sanabria présente son prototype de caméra à balayage mécanique. Son appareil exploite le principe du balayage entrelacé et génère une succession de demi-images ou trames vidéo ainsi qu'un signal de synchronisation.

La télévision se développe comme média de masse après la seconde guerre mondiale. Ses images doivent être retransmises par modulation hertzienne, à l'instar de la radio. Pour réduire les coûts et la complexité industrielle des appareils récepteurs, il est nécessaire de réduire le plus possible la bande passante d'émission à exploiter. Jusqu'aux années 1940, les autorités de répartition du spectre hertzien réservent le bas de la bande VHF pour la télévision d'avant-guerre. Pour obtenir un succès commercial, l'effort d'investissement doit être pris en charge par les opérateurs et diffuseurs mais ne doit pas être répercuté sur le prix d'achat des appareils récepteurs ou des téléviseurs.
Le Russe Léon Thérémine, les deux Américains Randall Ballard de la société RCA et surtout Ulysse Armand Sanabria sont les principaux inventeurs du principe de l'entrelacement ; Sanabria élabore le premier la technique et, en janvier 1925, il dépose le brevet d'un dispositif « intercalated scanning », littéralement « balayage intercalé » puis un autre brevet en 1931, avant celui de Ballard - RCA. Léon Thérémine dépose le sien aux États-Unis, le 28 février 1928.
Sanabria fonde son entreprise en 1929 et prépare la fabrication d'émetteurs de télévision exploitant le principe de l'entrelacement. L'ingénieur supervise durant cette période, la production de 24 stations d'émission dotés de la même technologie.
En 1938, le principe de l'entrelacement est expérimenté dans les laboratoires de Philo Farnsworth, affichant une image de réolution 441 lignes entrelacées, sur le principe développé par Telefunken en Allemagne ; l'ingénieur américain observe alors l'efficacité de la technologie : « « le résultat était une trame fine, homogène, sans sautillement, ni papillotement» ».
Entre les années 1950 et 1980, le balayage entrelacé est l'unique mode d'affichage en télévision, alors que le mode progressif commence à apparaître à la fin des années 1970, pour l'univers de l'affichage vidéo informatique ; mais avant l'apparition des écrans plats notamment LCD, le mode enrelacé reste exploité par les ordinateurs, conformément aux formats internationaux recommandés par la Video Electronics Standards Association (VESA), avec les signaux couleur de type RVB comme de type vidéo composante.
La première norme de télévision à balayage progressif adoptée en 1986 est le HD Mac. Ce système peut exploiter un format intermédiaire de 1.250 lignes à balayage entrelacé (trame de 625 lignes), soit à balayage progressif à résolution 1.250 lignes, 25 fois par seconde.
Lancée en septembre 1988, la norme japonaise MUSE de télévision Haute Définition exploite 1.125 lignes au mode entrelacé, avec une fréquence de trame de 60 Hz. Toutefois, comme le HD Mac, cette norme analogique est abandonnée au milieu des années 1990 avec l'introduction des normes de télévision numérique.
À la fin des années 1990, alors que les normes de télévision numérique terrestre et la connectique HDMI ne sont pas encore adoptées par les fabricants sur le plan international, l'arrivée des lecteurs DVD-vidéo permettant de produire un signal vidéo progressif marque un tournant.

## Intérêt de l'entrelacement
Comme le démontre l'analyse publiée en 2018 par Broadcast Engineering Conservation Group (en),  l'entrelacement est une technologie de réduction du papillotement qui permet d'afficher un nombre donné de lignes avec un doublement effectif de la fréquence d'image sans augmenter la vitesse d'affichage des lignes et la bande passante vidéo.  Paul Marshall écrit : « Il faut se rappeler qu'ils utilisaient initialement la bande de diffusion à ondes moyennes avant de passer à la gamme de 2 mc/s sous les ordres de la Federal Radio Commission. Ceci suggère que la réduction de la bande passante était un l'objectif de [Sanabria, un précurseur dont la technique n'a probablement jamais fonctionné, en 1932], pas la réduction du papillotement. »
En 1938, l'entrelacement s'impose par rapport au mode progressif, notamment « pour éviter les inconvénients du scintillement, sans avoir à recourir à une cadence de transmission exagérée ; ainsi par exemple, au lieu de retransmettre 25 images de 400 lignes, on transmettra 50 fois 25 demi-images de 200 lignes. »
Pour reconstituer l'impression de mouvement, une dizaine d'images par seconde suffisent — pour éviter le papillotement vidéo, les projecteurs de cinéma insèrent une coupure au milieu de la projection de chaque image. Les écrans cathodiques inscrivent l'image séquentiellement le long de lignes horizontales. Le point qui s'illumine au passage du faisceau d'électrons qui balaye l'écran s'éteint progressivement. Pour qu'on puisse reproduire l'effet de mouvement, ce point doit être complètement éteint avant que l'image suivante ne s'affiche. Le balayage entrelacé permet de limiter le papillotement vidéo sans augmenter sensiblement les caractéristiques de la retransmission et préserver ainsi, le coût industriel du téléviseur ou du récepteur.
L'entrelacement permet de transmettre avec une résolution verticale double à la fréquence image, tout en limitant le papillotement par un passage deux fois dans le temps d'une image. Pour une image fixe, l'ordre de renouvellement des lignes n'a aucune incidence. Les images ou trames que le spectateur observe, il perçoit une pleine résolution.
Pour une caméra vidéo comme pour un téléviseur, l'entrelacement procure une solution simple et économique qui ne nécessite que d'identifier la trame impaire et la trame paire, dans le signal de synchronisation vidéo composite.
Compatible avec la télévision en couleurs introduite au milieu des années 1950, l'entrelacement reste présent dans certains pays du monde, notamment ceux qui n'ont pas encore abandonné la télédiffusion analogique.

### Inconvénients

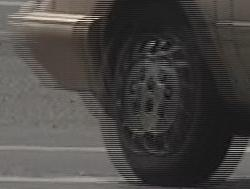
Détail de l'image entrelacée d'un objet en mouvement. Les lignes paires et impaires représentent des moments à 0.02 s d'écart

Le balayage entrelacé est composé de deux trames décalées dans le temps, exploitant chacune, la moitié du temps d'une image complète. Lors d'un déplacement horizontal ou mouvement panoramique, un objet en mouvement latéral apparaît décalé d'une trame à l'autre. Lors de l'affichage, ce phénomène correspond approximativement à un flou de bougé, limitant l'impression de mouvement saccadé. Le décalage entre lignes paires et lignes impaires produit un effet de peigne sur l'image arrêtée  ou sur certains effets de ralenti.
L'image numérique transmet les images dans un flux compressé, qui exploite la similitude entre images successives pour réduire le débit d'informations. L'affichage recalcule chaque image par différence avec l'image précédente. Dans une image à balayage entrelacé, la progression du mouvement est décalée dans chaque trame, ce qui complique notablement le travail des algorithmes traitant l'image numérisée. En 2004, cette opération est complexe et on parvient alors à de meilleurs résultats avec des images en balayage progressif, dans lequel on peut considérer que l'ensemble correspond au même instant, conformément au théorème d'échantillonnage. Toutefois, ces difficultés sont résolues avec l'introduction d'algorithmes de codage plus évolués, notamment les différentes versions successives des codecs AVC H.264 et HEVC H.265.

## Principes techniques

Affichage successif des trames impaires et paires, avec retours de ligne invisibles

Une image se décompose en deux trames ou demi-images consécutives, une trame paire et une trame impaire. Une trame est ainsi composée d'une demi-image balayée par le faisceau. Le nombre de lignes dépend de la norme continentale, 525 en Amérique, 625 en Europe, desquelles il faut retirer pour chaque trame, vingt ou vingt-cinq lignes qui servent à la synchronisation et au retour du balayage en haut de l'écran, plus lent que le retour de droite à gauche pour des raisons techniques.

### Signaux électriques
Dans le signal vidéo composite, la donnée d'entrelacement exploite la salve de synchronisation qui fixer le début de chaque ligne composant une trame, par rapport au signal de synchronisation verticale ; la salve de synchronisation ligne introduite au début du balayage vertical, permet d'assurer l'affichage correct de l'image vidéo.

### Effets de l'entrelacement sur un écran d'ordinateur
La cadence de rafraîchissement d'un écran d'ordinateur est couramment de 60 Hz et plus. Le nombre d'images affichées par seconde étant plus élevé, l'effet de scintillement est réduit. Le problème de la transmission ne se pose pas. L'image peut être affichée autant de fois que nécessaire à partir des mêmes données en mémoire vidéo. Le moniteur ou l'écran affiche l'intégralité de l'image vidéo en une passe.

## Abandon de l'entrelacement
La diffusion hertzienne continue à exploiter le mode entrelacé. En France, cette obligation s'impose pour les chaines diffusées via la télévision numérique terrestre : « Le signal vidéo correspond aux caractéristiques 1080i (entrelacé) à 25 images/seconde de ces normes, quel que soit le format du signal vidéo d'origine ».
Dans une caméra vidéo, la généralisation du capteur CCD remplace le balayage cathodique de l'image par un échantillonnage des niveaux lumineux sur chaque pixel, dans un registre de transfert qui constitue une photographie électronique complète. Ce registre transmet ensuite cette image matricielle pendant que la surface sensible est exposée pour l'image suivante.
Bien que la transmission de l'image matricielle se fasse en série, l'ensemble des pixels correspond au même instant. Si, pour des raisons de compatibilité avec les systèmes anciens, on souhaite continuer à transmettre des lignes entrelacées, on peut le faire ; mais ce n'est plus une nécessité. Certains CCD sont conçus spécialement pour la vidéo entrelacée. Les capteurs récents produisent, si nécessaire, une image entrelacée par interpolation numérique à partir des images matricielles complètes. L'entrelacement « fait désormais partie de l'histoire industrielle du cinéma, de la télévision et de la vidéo sur le web. »